# Paarse strandloper
De Paarse strandloper (Calidris maritima) is een vogel uit de familie Scolopacidae (Strandlopers en snippen).

## Verspreiding en leefgebied
De vrij makke soort broedt op de toendra van Baffineiland, op IJsland en in Noorwegen en is 's winters te gast langs de Atlantische kusten van zowel Noord-Amerika (zuidelijk tot North Carolina) als Europa (zuidelijk tot Normandië). Ook in Nederland is het een vrij algemene wintergast. Vooral langs pieren, zoals de pier van Hoek van Holland, de pier van IJmuiden, Den Helder en de haven van Lauwersoog kan 's winters de paarse strandloper worden gezien.

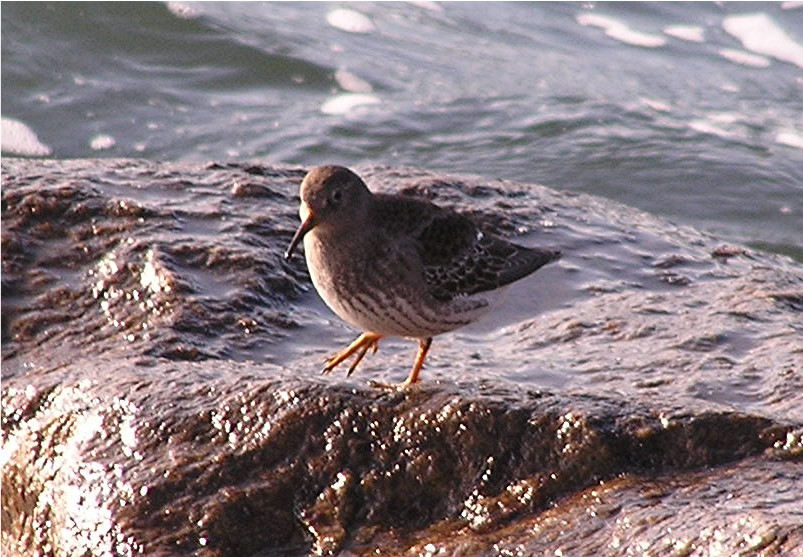
Paarse strandloper

## Status
De grootte van de populatie is in 2015 geschat op 205-295 duizend vogels. Op de Rode lijst van de IUCN heeft deze soort de status niet bedreigd.